# 奧林匹亞 (喬治亞州)
奧林匹亞（英語：Olympia）是位於美國喬治亞州朗茲縣的一個鬼鎮。由於此地已於1916年被荒廢，本地已無人居住。

## 地理
奧林匹亞的座標為30°39′17″N 83°20′45″W / 30.65472°N 83.34583°W，而該地的平均海拔高度為33米（即108英尺）。